# Намджу, Махмуд
Махмуд Намджу (перс. محمود نامجو ‎, 22 сентября 1918 — 21 января 1989) — иранский тяжелоатлет, чемпион мира и Азиатских игр, призёр Олимпийских игр.
Родился в Реште. В 1948 году принял участие в Олимпийских играх в Лондоне, но занял лишь 5-е место. В 1949—1951 годах становился чемпионом мира, в 1951 году выиграл Азиатские игры. В 1952 году стал серебряным призёром Олимпийских игр в Хельсинки. В 1954 году завоевал серебряную медаль чемпионата мира, а на чемпионате мира 1955 года стал бронзовым призёром. В 1956 году на Олимпийских играх в Мельбурне стал обладателем бронзовой медали. В 1957 году стал серебряным призёром чемпионата мира. В 1958 году завоевал серебряную медаль Азиатских игр.